# 블루 진 캅
《블루 진 캅》(영어: Shakedown, 혹은 영어: Blue Jean Cop)은 미국에서 제작된 1988년 액션 스릴러 범죄 영화이다. 제임스 글리컨하우스가 연출과 각본을 동시에 맡았다. 피터 웰러, 샘 엘리엇 등이 출연하였고, J. 보이스 하먼 주니어 등이 제작에 참여하였다.

## 출연
- 피터 웰러
- 샘 엘리엇
- 퍼트리샤 샤보노
- 앤토니오 파개스
- 윌리엄 프린스
- 래리 조슈아
- 존 C. 맥긴리
- 리처드 브룩스
- 토머스 G. 웨이츠
- 존 핀
- 오거스타 대브니
- 블랜치 베이커

## 기타 제작진
- 미술: 찰스 C. 베넷